# Йосиф (Семашко)
Йо́сиф Сема́шко  (25 грудня 1798, Павлівка — 23 листопада 1868, Вільно) — митрополит, церковний діяч родом з сучасної Вінниччини. Спочатку унійний, з 1839 православний.

## Життєпис
Народився у селі Павлівка Липовецького повіту Київської губернії (нині Іллінецький район Вінницької області) в сім'ї греко-католицького священника. Закінчив Головну Духовну Семінарію при Віленському університеті, з 1821 — священик, з 1822 у Петербурзі при уніятському департаменті Римо-Католицької Духовної Колеґії. Записка С. про приєднання уніятів до Православної Церкви і проект реорганізації Унійної Церкви були використані у царському декреті 1827 про створення окремої Греко-уніатської колеґії. З 1829 — єпископ мстиславльський, з 1832 — литовський і голова білоруської консисторії. 1835 року як член таємного Комітету уніатських справ підготував підпорядкування (1837), а в 1839 р. приготував «приєднання» Унійної церкви до Російської православної. 1840 — архієпископ литовський і віленський. 1844 року переїхав до Жировичів і, як правлячий православний архієпископ, допомагав русифікувати Білорусь. 1847 — член Святішого Синоду. 1852 — митрополит.
Переконував останніх греко-католицьких єпископів Білорусі Василя Лужинського (адміністратор Полоцької єпархії) та Антонія Зубка (Берестейський єпископ) перейти на православ'я. Батька наказав вивезти на Сибір через відмову перейти на московське правовслав'я; як виняток, був вивезений вглиб Росії.